# ماري تالبوت
ماري تالبوت (بالإنجليزية: Mary Talbot)‏ هي عالمة حشرات أمريكية، ولدت في 30 نوفمبر 1903، وتوفيت في 16 أبريل 1990.